# Eilema calamaria
Eilema calamaria is een beervlinder uit de familie van de spinneruilen (Erebidae). De wetenschappelijke naam van de soort werd in 1878 als Manulea calamaria gepubliceerd door Frederic Moore.